# All Over You
All Over You é uma canção do álbum Throwing Copper da banda estadunidense Live, lançado em 1994. Embora a faixa não tenha sido lançada como single nos Estados Unidos, recebeu bastante destaque nas rádios, alcançando a posição 33 na Billboard Radio Songs e 1º na Billboard's Recurrent Airplay. A canção também alcançou a 4ª posição na Billboard Hot Modern Rock Tracks e 2ª posição na Hot Mainstream Rock Tracks.

## Desempenho
| Tabela musical (1995)             | Melhor posição |
| --------------------------------- | -------------- |
| Canadian RPM Singles Chart        | 18             |
| UK Singles Chart                  | 48             |
| U.S. Billboard Hot 100 Airplay    | 33             |
| U.S. Billboard Album Rock Tracks  | 2              |
| U.S. Billboard Modern Rock Tracks | 4              |

## Ligação externa
- Letras da canção no MetroLyrics